# 페르디난트 2세
페르디난트 2세(독일어: Ferdinand II, 1578년 7월 9일 ~ 1637년 2월 15일)는 신성 로마 제국의 황제 (1619년 ~ 1637년)이다. 보헤미아의 국왕 페르디난트 2세(체코어: Ferdinand II., 1617년 ~ 1619년, 1620년 ~ 1637년), 헝가리와 크로아티아의 국왕 페르디난드 2세(헝가리어: II. Ferdinánd, 크로아티아어: Ferdinand II. 페르디난드 2세, 1617년 ~ 1637년)에 해당한다. 그는 카를 2세와 바이에른의 마리아 아나의 아들이었다. 개신교 보헤미아인들이 그를 축출하고 1619년 프리드리히 5세를 자신들의 새로운 국왕으로 선출했을 때 그의 주요 갈등이 시작되었다. 이 일은 30년 전쟁으로 알려진 장기적 전투의 시작을 특정지었다. 그는 요한 체르클라에스 폰 틸리 백작, 막시밀리안 1세 폰 바이에른 선제후와 보헤미아 장군 알브레히트 폰 발렌슈타인의 군대들에 의하여 지지되었다. 1629년 그는 복구령을 소개하여 1552년 파사우 화약 이래 취득한 모든 교회 재산을 반환하는 데 개신교도들을 강요하였다. 개신교군들이 스웨덴의 국왕 구스타브 2세 아돌프의 지지를 모았어도 가톨릭군이 뇌르틀링겡 전투를 이겼다. 그러고나서 페르디난트 2세는 1635년 프라하 화약을 맺고 자신의 후임자로서 자신의 아들 페르디난트 3세를 선출하였다. 그는 58세의 나이로 사망하여 시신은 그라츠에 묻혔다. 그의 심장은 빈에 있는 아우구스티너 교회에 따로 안치되었다.

## 초기 세월
슈타이어마르크 공국 (오늘날 오스트리아) 그라츠에서 카를 2세와 바이에른의 마리아 아나에게 태어났다.
신성 로마 황제 페르디난트 1세는 그의 친조부였다. 페르디난트 2세의 부친 카를 2세는 오스트리아 내국 (슈타이어마르크, 케른텐과 크라인)을 다스렸다. 모친 마리아 아나는 그의 부친의 조카딸이었다. 그녀는 알브레히트 5세 폰 바이에른 공작과 카를 2세의 누이 오스트리아의 아나의 딸이었다.
페르디난트 2세는 대부분 자신의 모친에 의하여 교육을 받았다. 그는 시초적으로 그라츠에 있는 예수회 학교에서 수학하였고 8세의 부드러운 나이에 입학하였다. 3년 후에 그의 체류를 위해 별도의 장소가 마련되었다.
그의 부모는 그가 루터교 슈타이어마르크 귀족들과 연결되는 것을 원하지 않았다. 그러므로 그는 바이에른에 있는 예수회 대학교에서 수학하는 데 잉골슈타트로 보내졌다. 그러므로 1590년 초순에 그는 그라츠를 떠났다. 이것에 이어 그의 외삼촌 빌헬름 5세 폰 바이에른 공작이 그의 교육을 담당하게 되었다.
1590년부터 1594년까지 그는 잉골슈타트 대학교에서 수학하여 단단한 가톨릭 통치자로 변하는 데 훈련을 받았다. 1596년 그는 자신의 유산에 권력을 잡았다.
로레토와 로마에서 순례 여행에 이어 그는 가톨릭으로 개종하는 데 자신의 신하를 강요하여 개신교도들을 부수기로 결정하였다. 1602년 그는 슈타이어마르크 공국에서 개신교 설교자들을 쫓아내고 그들의 교회들의 대부분을 파괴하였다.

## 초기 통치
페르디난트 2세는 자신의 사촌들 루돌프 2세와 그의 동생 마티아스 사이에 갈등을 멀리하였다.
하지만 그는 자녀가 없던 마티아스를 계승하는 데 스페인의 합스부르크가 통치자들의 찬성을 얻을 수 있었다. 교환에 그는 1617년 그들에게 알자스와 이탈리아에 있는 영지들을 그들에게 주는 데 약속한 비밀적 조약을 맺었다. 동년에 페르디난트 2세는 보헤미아의 국왕이 되었다.
1618년 그는 헝가리의 국왕이 되었다. 하지만 그해 5월 23일 (일부 근원에 의하면 22일) 페르디난트 2세의 계승을 받아들이는 데 거부한 2명의 체코인 반군 중의 하나인 인드르지흐 마티야시 투른은 자신의 군대를 프라하성으로 지도하였다.
그들은 2명의 총재와 비서를 포로로 잡아 그들을 성의 창문 밖으로 던져버렸다. 이 일은 새로운 반란을 일으킨 제2차 프라하 창밖 투척사건이었다. 곧 개신교도들은 임시 정부를 형성하기도 결정하였다.
이어진 해에 대체로 보헤미아의 개신교 의회는 페르디난트 2세를 폐위하고 프리드리히 5세를 자신들의 국왕으로 선출하였다. 이 일은 30년 전쟁의 시작을 의미하였다. 1619년 8월 28일 페르디난트가 신성 로마 황제로 만들어졌어도 그는 스페인, 폴란드와 몇몇의 독일 왕자들의 지지 만을 받았다.

## 30년 전쟁
1620년 11월 8일 막시밀리안 1세 폰 바이에른 선제후의 도움과 함께 플랑드르의 장군 요한 체르클라에스 폰 틸리 백작이 이끄는 그의 군대는 프라하에 가까운 백산에서 프리드리히 5세의 반군들을 짓밟았다.
시초적으로 전쟁은 독일에게 갇혀있었으나 후에 프랑스가 개입하여 그것을 유럽의 문제로 삼았다. 프리드리히 5세는 네덜란드로 탈출하였다. 상부와 하부 양쪽의 오스트리아의 개신교도들은 개종하는 데 강요되었다.
1625년 스페인과 교황으로부터 재정적 도움을 받았음에도 불구하고 페르디난트 2세는 재정적으로 고갈되었다. 그는 아직도 자신의 군대를 강화하는 데 결정하고 보헤미아의 가장 부유한 남자들 중의 하나였던 알브레히트 폰 발렌슈타인에게 호소하였다. 발렌슈타인은 자신이 전쟁의 방향을 제어하는 데 허용되고 전쟁 동안 약탈당한 부에 권한을 가져야 할 상태에 호소를 받아들였다. 발렌슈타인은 약 3000명의 남성들 (후에 100,000명으로 증가)을 모았고 슐레지엔, 안할트와 덴마크에서 개신교군을 짓밟을 수 있었다.
1629년 페르디난트 2세의 복구령은 1552년의 파사우 화약 이래 취득한 모든 교회 재산을 가톨릭 교회에게 반환하는 데 개신교도들을 강요하였다.
그의 군사적 공격성은 개신교군이 스웨덴의 국왕 구스타브 2세 아돌프의 지원을 구하는 것을 만들었다. 어떤 페르디난트 2세의 동맹자들은 발렌슈타인의 자라나는 힘과 그가 그의 군대에 자금을 지원하게 위하여 고용한 잔인하고 비윤리적인 방법에 관하여 자신들의 우려를 표명하였다.
1630년 페르디난트 2세는 그를 축출하였고 전쟁의 지도력을 틸리 백작에게 넘겼다. 하지만 틸리는 북독일에서 오스트리아로 전진하는 것에서 스웨덴군을 방지할 수 없었다.
어떤 역사가들은 페르디난트 2세가 1613년 마그데부르크 약탈에 민간인 생명의 큰 손실에 주요 책임이 있었다고 느낀다. 보기에 그는 작센 선제후국에게 복구령을 적용하는 데 틸리에게 명령을 내렸다. 그러므로 틸리는 가톨릭군을 동부로 지도하여 구스타브 2세 아돌프의 스웨덴군에 의하여 브라이텐펠트 전투에서 심하게 패했던 라이프치히로 전진하였다.
1632년 틸리 백작이 사망하였다. 이 일에 이어 발렌슈타인이 회상되었다. 그는 1주 안에 자신의 군대를 형성하고 보헤미아로부터 스웨덴군을 쫓아냈다. 하지만 그해 11월 뤼첸 전투에서 가톨릭군은 짓밟혀졌다. 구스타브도 같은 전투에서 전사하였다. 이 일에 이어 발렌슈타인의 모호한 행위는 1634년 그가 암살된 것으로 이끌었다.
하지만 사소한 실패에 불구하고 가톨릭군은 레겐스부르크를 되찾고 뇌르틀링겐 전투를 이겼다.
스웨덴군은 고갈되었다. 합스부르크가의 압도적인 힘에 두려움은 루이 13세와 리슐리외 추기경 아래 프랑스를 개신교의 편에 전쟁에 가입하는 것으로 일으켰다.
1635년 페르디난트 2세는 프라하 화약을 맺었으나 전쟁은 거기서 끝나지 않았다. 1636년 그는 자신의 아들 페르디난트 3세가 자신의 후임으로 선출했다.

## 가족, 개인 생활과 사망
1600년 페르디난트 2세는 마리아 아나 폰 바이에른 공녀에게 결혼하였으며 그녀는 빌헬름 5세 폰 바이에른 공작의 딸이었다.
부부는 다음과 같은 7명의 자녀를 두었다 -
- 크리스티네(1601년생)
- 카를(1603년생)
- 요한 카를(1605년 ~ 1619년)
- 페르디난트 3세 - 신성 로마 황제
- 마리아 안나(1610년 ~ 1665년) 바이에른 선제후비
- 체칠리아 레나타(1611년 ~ 1644년) 폴란드 왕비(브와디스와프 4세 바사와 결혼)
- 레오폴트 빌헬름(1614~1662) 스페인령 네덜란드 총독.

마리아 아나는 페르디난트 2세의 대관식이 있끼 겨우 3년전 1616년에 사망하였다. 1622년 페르디난트 2세는 인스부르크에서 만토바의 엘레오노라 곤차가와 결혼하였다. 그녀는 빈첸초 1세 곤차가와 엘레오노라 데 메디치의 딸이었다.
1637년 2월 15일 페르디난트 2세는 마지막으로 숨을 거두어 자신의 왕국을 아들 페르디난트 3세에게 남겼다. 그는 자신의 심장이 빈에 있는 아우구스티너 교회에 따로 안치되었던 동안 그라츠에 안장되었다.